# Cratere Tuscaloosa
Tuscaloosa  è un cratere sulla superficie di Marte.